# 涂山郡
涂山郡（越南语：／）是越南海防市下辖的一个郡，离海防市区22千米。总面积42.37平方千米，2019年总人口为49029人。

## 地理
涂山郡西接建瑞县，南接阳京郡，北和东临北部湾。

## 历史
阮朝时，涂山郡区域隶属海阳省建瑞府宜阳县管辖。法属以后，建瑞府改隶建安省管辖。
1948年3月25日，北越政府改府为县，建瑞府宜阳县更名为建瑞县。涂山郡仍隶建瑞县管辖。
1962年10月27日，建安省整体并入海防市。建瑞县随之划归海防市管辖。
1963年3月14日，建瑞县以涂山区域和万山社、玉海社2社析置涂山市社。涂山市社下辖万香小区、万山小区、玉海小区、玉川小区4小区。
1966年4月7日，建瑞县旁罗社划归涂山市社管辖。
1970年12月26日，撤销旁罗社，辖下各村就近划归临近小区管辖。
1980年3月5日，安瑞县以原建瑞县秀山社、大合社、端舍社、合德社、和义社、英勇社、明新社、新丰社、东芳社、大同社、兴道社、多福社、五端社、大河社、新潮社、瑞香社、建国社、五福社、清山社、有朋社、顺天社21社和涂山市社合并为涂山县。原涂山市社划分为涂山市镇、旁罗社1市镇1社。
1988年6月6日，涂山县以涂山市镇和旁罗社1市镇1社析置涂山市社，并更名为建瑞县；涂山市镇分设为玉海坊、玉川坊、万香坊、万山坊4坊，涂山市社下辖4坊1社。
2007年9月12日，涂山市社和建瑞县合德社合并为涂山郡；旁罗社改制为旁罗坊，合德社分设为合德坊和明德坊。
2020年1月10日，万山坊和玉海坊合并为海山坊。

## 行政区划
涂山郡下辖6坊，郡人民委员会位于玉川坊。
- 旁罗坊（Phường Bàng La）
- 海山坊（Phường Hải Sơn）
- 合德坊（Phường Hợp Đức）
- 明德坊（Phường Minh Đức）
- 玉川坊（Phường Ngọc Xuyên）
- 万香坊（Phường Vạn Hương）